# 랜디 스펠링
랜디 스펠링(Randy Spelling, 1978년 10월 9일 ~ )은 미국의 음반 제작자, 배우, 영화 감독이다.
로스앤젤레스에서 태어났다.

## 출연 작품
- 딤플스 (2008년)
- 코스믹 라디오 (2007년)
- 핫 터말리 (2006년) - 할렌 우드리프 역
- 플레지 디스! (2006, National Lampoon's Pledge This!)
- 호보컨 할로우 (2005년) - 파커 힐턴 역
- 못말리는 섹스 아카데미 (2003년)
- 헬드 포 랜섬 (2000년) - 덱스터 역

### 텔레비전
- 베벌리힐스 아이들 (1992-2000)